# POV (canción)
«POV» (del acrónimo en inglés: «Punto de vista») es una canción interpretada por la cantautora estadounidense Ariana Grande incluida en su sexto álbum de estudio Positions. La canción fue enviada a la radio contemporánea para adultos en Estados Unidos el 19 de abril de 2021, y sirvió como el tercer sencillo del álbum. Grande escribió la canción con Tayla Parx y sus productores, Mr. Franks, Oliver «Junior» Frid y Tommy Brown. El 30 de abril se lanzó un video lírico de la canción acompañado de un baile y dirigido por Director X, coincidiendo con el sexto aniversario de Positions.

## Antecedentes y composición
El 24 de octubre de 2020, Grande lanzó la lista de canciones de Positions a través de las redes sociales, revelando «POV» como la decimocuarta y última canción del álbum.
«POV» es una balada de R&B con un arreglo tranquilo acompañado de violonchelo y viola. Tiene una duración de tres minutos y veintiún segundos, y está escrito con un tempo de 66 latidos por minuto en la clave de Mi ♭ mayor, mientras que la voz de Grande va desde una nota baja de B ♭ 3 hasta una alta. nota de G 5. La canción se abre con efectos de sonido de lluvia. En la última línea, la voz de Grande sigue una melodía descendente a medida que la música se desvanece.
Líricamente, la canción explora la idea de cambiar de lugar con un amante, y cómo el amor puede suavizar las imperfecciones percibidas. En el tema, Grande menciona cuán profundamente su amante, Dalton Gómez, la entiende y la ama, cuánto más comprendido y adorado siente el cantante a través de sus ojos, así como sus inseguridades, su miedo inicial de volver a iniciar una relación. y cómo Gómez la ha ayudado a superarlo. También expresa alegría por ser aceptada por su «fea», y suplica amarse a sí misma tanto como su pareja la ama.

## Recepción de la crítica
Jason Lipshutz, de Billboard, clasificó a «POV» como su canción principal de Positions, y describió la pista como una que «rompe el molde de una balada tradicional de R&B», calificándola de «un espectáculo impresionante» y «la más elegante, y posiblemente la lo mejor: despliegue completo de baladas en su catálogo hasta la fecha». En particular, elogió el concepto lírico de la canción, que considera una parte integral de lo que hace que la canción «funcione tan bien». Justin Curto de Vulture nombró la canción «una de las mejores interpretaciones de Grande en Positions», considerándola «un final extático que presenta toda su gama de tonos de silbido, cinturones y corridas en sólo tres minutos y medio». Escribiendo para Consequence of Sound, Mary Siroky eligió «POV» como una de las tres «pistas esenciales» del álbum, y lo consideró «quizás el mejor escaparate para los oyentes que a menudo anhelan de ella». Chris DeVille de Stereogum escribió en su reseña del álbum: «El cierre del álbum 'POV' es el tipo de balada tradicionalista eclesial que Carey o Whitney Houston alguna vez mataron, y Grande demuestra ser una digna heredera».

### Listas de fin de año
Callie Ahlgrim de Insider clasificó a «POV» como la decimocuarta mejor canción de 2020, y la nombró la mejor balada de todo el catálogo de Grande. Elogió la voz «trascendente» de Grande y escribió que la canción «cuenta con algunas de sus letras más íntimas e impresionantes hasta la fecha». También elogió la canción por ser «sentimental y expresiva sin sentirse pretenciosa». En la lista de personal de la cartelera ' de las 100 mejores canciones de 2020, 'Punto de vista' se sitúa en 52, con Rania Aniftos comentar que la canción 'aplastar [en] las paredes [Grande] construido a lo largo de Sweetener y Thank U, Next» y «revela su lado más bellamente indefenso hasta ahora». NPR clasificó a «POV» como la mejor canción número 98 de 2020, con Nastia Voynovskaya de KQED declarando: «El 'POV' de Ariana Grande se presenta como una oda etérea y vibrante al amor recién descubierto, pero en realidad es una meditación sobre cómo usa el romance como un lente para conocerse mejor a sí misma».
Erin Parker de Glamour seleccionó «POV» como una de las 63 mejores canciones de 2020, escribiendo: «Siempre estoy aquí para una balada de Ari, y 'POV' es un final tan hermoso para Positions». Natasha Jokic de BuzzFeed eligió «POV» como una de las mejores canciones de 2020. Elogiando la «impresionante» voz de Grande, declaró: «'POV' nos da una tierna percepción que es mucho más vulnerable de lo que el resto de Positions podría sugerir». Karla Rodríguez de Complex clasificó a «POV» como la décima mejor canción de 2020. Cahleb Derry de CED Radio nombró a «POV» la sexta mejor canción de 2020, citando un «nivel de madurez musical y emocional que no puedes fabricar; simplemente tienes que estar ahí para hacer música como esa». Harper's Bazaar nombró a «POV» como una de las mejores canciones de 2020, con Erica Gonzales llamándola una «balada locamente enamorada» y una pista destacada de Positions. Rachel Epstein de Marie Claire consideró «POV» como una de las mejores canciones de amor de 2020.

## Desempeño comercial
Tras el lanzamiento de Positions, «POV» debutó en el puesto 40 en el Billboard Hot 100, convirtiéndose en la quinta pista con las listas más altas del álbum esa semana, así como en el tercer no sencillo con las listas más altas detrás de «Motive» con Doja Cat y «Off the Table» con The Weeknd, que alcanzó el puesto 32 y 35, respectivamente. «POV» también debutó en el número 22 en el Billboard Global 200. A medida que la canción continuó siendo tendencia en TikTok, se mantuvo estable en el número 45 en su segunda y tercera semana en el Hot 100. Desde entonces, se ha registrado durante un total de seis semanas consecutivas, lo que le valió a Grande su no single más largo de su carrera y superó a «Needy», que estuvo en las listas durante cuatro semanas en febrero de 2019. En el Reino Unido, «POV» debutó en el número 22, convirtiéndose en el puesto número 29 entre los 40 primeros en la lista de sencillos del Reino Unido. En la semana siguiente, subió a un nuevo pico de 19, convirtiéndose en el 26º top 20 de Grande en el Reino Unido.
En marzo de 2021, entró en la lista de reproducciones al aire Billboard Mainstream Top 40 en el número 35 y luego alcanzó su punto máximo en el número 18.

## Créditos y personal
Créditos adaptados de Tidal y las notas del forro de Positions.
Personal
- Ariana Grande - voz, coros, composición, producción vocal, arreglos vocales, ingeniería de audio
- Tommy Brown - composición, producción
- Mr. Franks - composición, producción
- Oliver "Junior" Frid - composición, producción
- Tayla Parx - composición de canciones, letras, melodías, producción vocal
- Peter Lee Johnson - cuerdas
- Billy Hickey - ingeniería de audio, ingeniería de mezcla
- David Campbell - arreglo de cuerdas
- Steve Churchyard - ingeniería de audio de cuerdas
- Jeff Fitzpatrick - asistencia de ingeniería de audio de cuerdas
- Serban Ghenea - mezcla
- Randy Merrill - masterización
- Gerry Hilera - masterización de concierto, violín
- Mario de Leon - violín
- Ellen Jung - violín
- Ana Landauer - violín
- Phillip Levy - violín
- Lorand Lokuszta - violín
- Michele Richards - violín
- Muestras de Neil - violín
- Ashoka Thiagarajan - violín
- David Walther - viola
- Rodney Wirtz - viola
- Paula Hochhalter - violonchelo
- Ross Gadsworth - violonchelo

Grabación y gestión
- Grabado en Champagne Therapy Studios (Los Ángeles, California)
- Orquesta grabada en Capitol Recording Studios (Los Ángeles, California)
- Mezclado en MixStar Studios (Virginia Beach, Virginia)
- Masterizado en Sterling Sound (Nueva York, Nueva York)
- Publicado por Universal Music Group Corp. (ASCAP) y Reservoir Media Music (ASCAP); todos los derechos administrados en todo el mundo por Reservoir Media Management, Inc., Tayla Taylor Monet Music/Warner Chappell (BMI), Parx Worldwide Publishing (BMI) y Warner-Tamerlane Publishing Corp. (IMC); todos los derechos administrados por Warner-Tamerlane Publishing Corp.

Notas
- Los lanzamientos físicos de Positions le dan crédito a Grande por «letras y melodías».

## Posicionamiento en listas
| Listas (2020–2021)                     | Mejor posición |
| -------------------------------------- | -------------- |
| Australia (ARIA)                       | 29             |
| Canadá (Canadian Hot 100)              | 31             |
| Francia (SNEP)                         | 136            |
| Billboard Global 200                   | 22             |
| Grecia (IFPI)                          | 35             |
| Irlanda (IRMA)                         | 16             |
| Lituania (AGATA)                       | 49             |
| Países Bajos (Mega Single Top 100)     | 65             |
| Nueva Zelanda (Recorded Music NZ)      | 19             |
| Portugal (AFP)                         | 51             |
| Singapur (RIAS)                        | 21             |
| Suecia (Sverigetopplistan)             | 83             |
| Suiza (Schweizer Hitparade)            | 81             |
| Reino Unido (UK Singles Chart)         | 19             |
| Estados Unidos (Billboard Hot 100)     | 27             |
| Estados Unidos (Adult Top 40)          | 37             |
| Estados Unidos (Mainstream Top 40)     | 13             |
| Estados Unidos (Rolling Stone Top 100) | 10             |

## Historial de lanzamientos
| Región         | Fecha               | Formato                  | Sello    | Ref.   |
| -------------- | ------------------- | ------------------------ | -------- | ------ |
| Estados Unidos | 19 de abril de 2021 | Adult contemporary radio | Republic | [ 49 ] |